# 馬德拉角燈魚
馬德拉角灯鱼（学名：Ceratoscopelus maderensis）为輻鰭魚綱燈籠魚目灯笼鱼科的其中一種，分布於大西洋區，包括地中海、法國至茅利塔尼亞、冰島及加拿大海域，屬深海魚類，棲息深度51-1082公尺，體長可達8.1公分，喜群游，垂直性洄游，以浮游動物等為食。

## 扩展阅读
維基物種上的相關：馬德拉角灯鱼